# Santa Maria in Campitelli (församling)
Santa Maria in Campitelli, officiellt Santa Maria in Portico in Campitelli, är en församling i Roms stift.
Till församlingen Santa Maria in Campitelli hör följande kyrkobyggnader:
- Santa Maria in Campitelli
- San Bartolomeo all'Isola
- San Bonaventura al Palatino
- San Giorgio in Velabro
- San Giovanni Battista Decollato
- San Nicola in Carcere
- San Sebastiano al Palatino
- San Stanislao alle Botteghe Oscure
- Sant'Ambrogio della Massima
- Sant'Anastasia al Palatino
- Sant'Angelo in Pescheria
- Sant'Eligio dei Ferrari
- Sant'Omobono
- Santa Caterina dei Funari
- Santa Maria della Consolazione al Foro Romano
- San Giovanni Calibita
- San Gregorio a Ponte Quattro Capi
- Santa Maria Annunziata a Tor de' Specchi
- Oratorio di Gesù al Calvario e di Maria